# Tupolev Tu-16
Pour les articles homonymes, voir Badger.
Le Tupolev Tu-16 (code OTAN : Badger) est un bombardier biréacteur, conçu par Tupolev en Union soviétique, au début des années 1950. Bien que souvent considéré comme obsolète, sa polyvalence lui a permis de rester en service au sein des forces aériennes russe, ukrainienne et chinoise, ce qui en fait un des rares appareils militaires dont la carrière opérationnelle dépasse le demi-siècle.

## Conception et développement

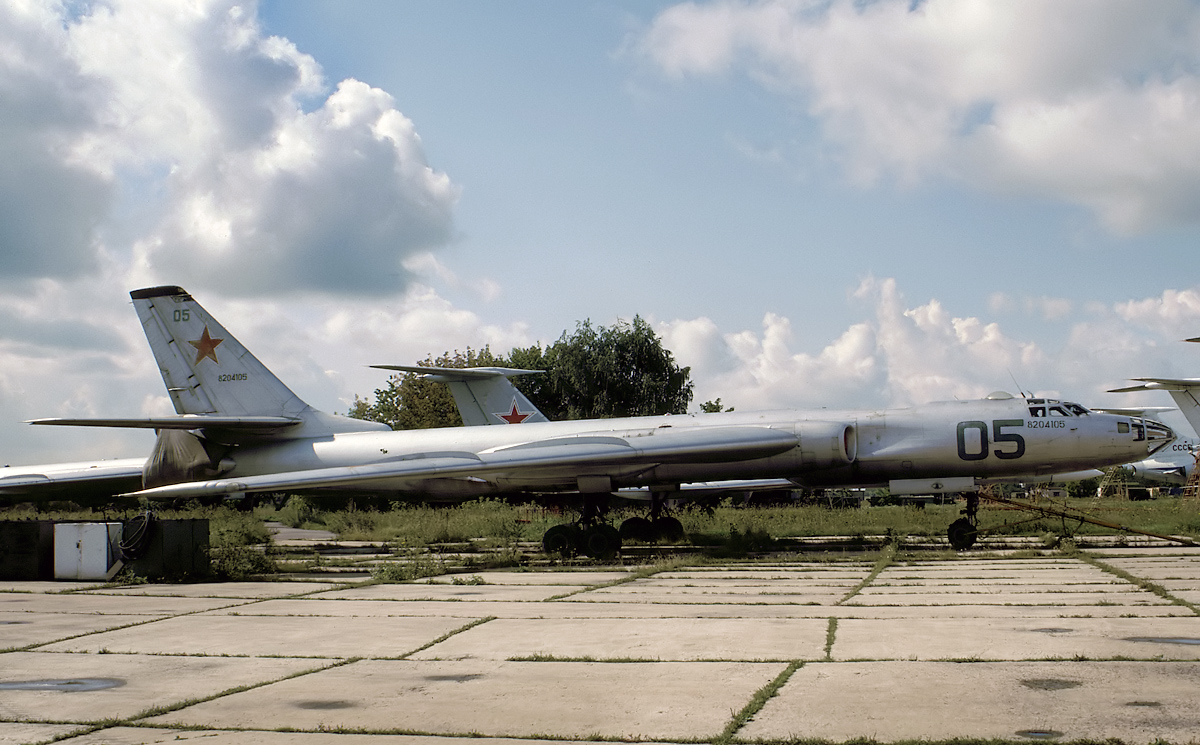
Un Tupolev Tu-16 vu de côté.

À la fin des années 1940, l'Union soviétique ne dispose, comme bombardier stratégique, que du Tupolev Tu-4, une copie du Boeing B-29, réalisée à partir de quelques exemplaires qui avaient atterri sur son territoire après des bombardements au Japon. L'arrivée de la réaction a vu Andreï Tupolev supplanté par son rival Sergueï Iliouchine pour équiper l'aviation à long rayon d'action des VVS avec un bombardier tactique rapide. Son Tupolev Tu-14 s'est révélé bien inférieur à l'Iliouchine Il-28 de ce dernier et n'a été commandé que par l'aviation navale, AVMF, en petites quantités. Il comptait bien prendre sa revanche dans le domaine du bombardement stratégique quand, en juin 1950, les autorités mettent de nouveau en concurrence les deux bureaux d'études, sur une spécification demandant un bombardier équipé de moteurs Lyulka AL-5 et capable d'emporter cinq tonnes de bombes à huit mille kilomètres de distance. La possibilité est laissée aux ingénieurs d'utiliser le tout nouveau moteur à réaction de grande puissance Mikouline AM-3 si celui-ci est prêt à temps.
L'équipe d'Iliouchine décide de fractionner en deux l'étude, en commençant par concevoir une version agrandie du Il-28, le Il-46, puis de le transformer en Il-46S doté d'une aile en flèche. L'OKB Tupolev entame directement les travaux sur le Tu-88, ou avion N, avec une aile en flèche et deux moteurs AM-3. Le premier prototype vole le 24 avril 1952. En novembre 1952, il commence les essais officiels et les résultats sont décevants. Certes il se révèle supérieur au Il-46, mais il se révèle incapable d'atteindre l'autonomie désirée par les autorités. On décide néanmoins de lancer la production du fait de sa supériorité, en étant conscient que les défauts constatés seront assez facilement éliminés. Le second prototype va donc être entièrement revu : la structure est allégée, le nez allongé, et la capacité de carburant augmentée. Il réussit ses essais sans aucune restriction en avril 1954, et le Tu-16 est recommandé pour la production en mai suivant. Le programme du Il-46 est, lui, abandonné, sans que le Il-46S n'ait été construit. 
Avant même que les essais ne soient finis, le premier Tu-16 de série sort des chaînes de montage, à l'usine no 22 de Kazan, le 29 octobre 1953. Neuf d'entre eux effectueront un passage lors de la parade du 1er mai 1954, à Moscou, puis quarante, lors du meeting aérien de Tsuchino, en août. Les experts occidentaux qui le découvrent lui attribuent le surnom de Badger. Si la majorité des Tu-16 sort de l'usine no 22, vu le besoin de l'avion on affecte aussi bientôt l'usine no 1 de Kouïbychev, et quelques exemplaires seront aussi produits à l'usine no 64 de Voronej. Le dernier Tu-16 produit sortira des chaînes de montage en 1963 à Kazan. Mais, par la suite, ils seront souvent reconstruits et modifiés.
| Usine | Localité   | Production              | Période                     |
| ----- | ---------- | ----------------------- | --------------------------- |
| no 22 | Kazan      | - 650 - 150 pour l'AVMF | - 1953 à 1959 - 1961 à 1963 |
| no 1  | Kouibychev | 543                     |                             |
| no 64 | Voronej    | 166                     | 1955 à 1957                 |

## Description technique
Le Tupolev Tu-16 est de construction métallique, principalement en alliage d'aluminium, le fuselage long et effilé montre l'influence qu'a eue le travail sur le Tu-4 au sein du bureau d'études. Une large soute à bombes pouvant embarquer une FAB-9000, une bombe conventionnelle de neuf tonnes, équivalent local de la Grand Slam britannique, mais aussi les premières bombes nucléaires soviétiques. Deux nacelles contenant les deux énormes réacteurs Mikouline AM-3, flanquent le fuselage et forment la racine des ailes. Les prototypes et les débuts de série utilisent le AM-3 de 6 750 kilogrammes de poussée (66.2 kN), mais la majorité de la production utilisera le AM-3M dont la puissance a été considérablement accrue, avec 9 500 kilogrammes de poussée (93.2 kN). 
Les deux ailes sont en flèche, mais celle-ci varie. Le premier tiers intérieur de l'envergure présente une flèche de 41 degrés, alors que le reste est à 35. Les ailes sont constituées de longerons et se raccordent au fuselage au milieu des nacelles moteurs. Au niveau du changement de flèche se trouvent deux autres petites nacelles fuselées qui embarquent le train d'atterrissage principal, dont chaque jambe emploie deux roues jumelées. Une roulette de nez orientable, avec une roue double, et une petite roulette amortisseur de queue, complètent le train d'atterrissage. Il est possible d'utiliser un parachute pour réduire la distance d'atterrissage. La queue est classique, mais en flèche, avec toutes les gouvernes assistées hydrauliquement. Il existe un système de dégivrage de l'aile qui utilise l'air issu des moteurs. Les surfaces de queue sont dégivrées électriquement.

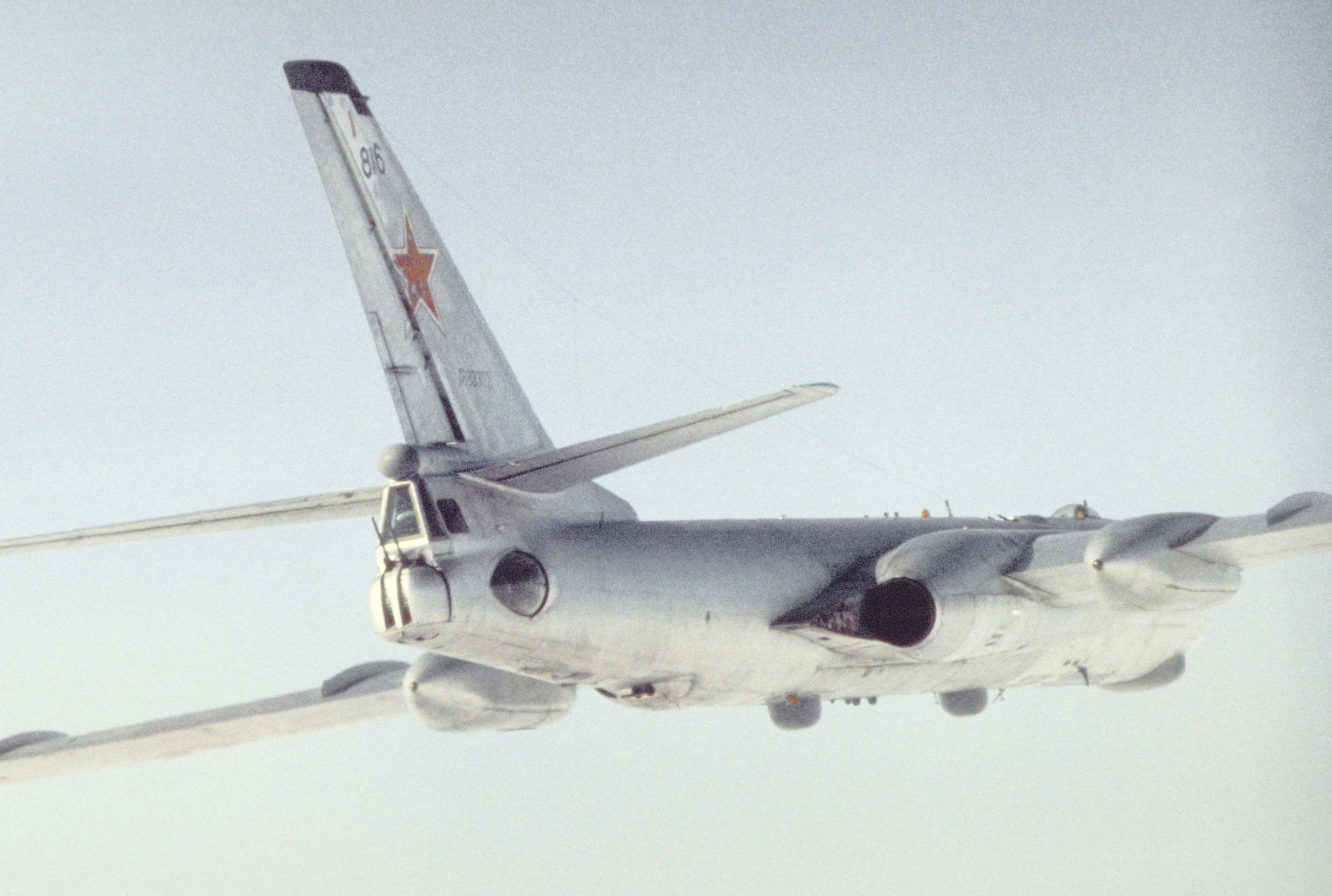
Vue arrière montrant la tourelle arrière surmontée par le radar de visée Bee Hind et les deux bulles d'observation du radio, ainsi que la tourelle ventrale en position escamotée.

L'équipage est constitué de six hommes répartis en deux groupes de part et d'autre de la soute à bombes. À l'avant opèrent quatre hommes, tous dotés d'un siège éjectable. Cependant, seul le pilote et le copilote peuvent s'éjecter vers le haut, les deux autres évacuent l'avion vers le bas, ce qui pose un problème à basse altitude. Ils accèdent dans l'avion par une trappe ventrale située à l'avant de celle de la roulette de nez. Ces quatre hommes sont : le bombardier-opérateur radar qui officie dans le nez vitré, le pilote et le copilote, assis côte à côte juste au-dessus et un navigateur logé derrière eux, dans une baie d'équipement électronique, surmontée d'un astrodôme. Les deux derniers membres d'équipage, à savoir le radio et le mitrailleur arrière opèrent eux dans un compartiment, à l'arrière de l'avion. Ils sont dépourvus de siège éjectable et doivent donc évacuer par la trappe ventrale qui leur sert d'accès. 
L'armement défensif est constitué de sept canons NR-23 de 23 millimètres de calibre : un fixe à l'avant est pointé par le pilote, les six autres sont groupés par deux, dans des tourelles. Le mitrailleur arrière pointe manuellement les siens, mais dispose éventuellement d'un radar de visée situé à la base de la queue (code OTAN Bee Hind). Le radio utilise une télécommande pour pointer une tourelle ventrale, il possède deux bulles d'observation de part et d'autre du fuselage, en dessous de l'empennage. Enfin le navigateur sert lui aussi une tourelle télécommandée, mais dorsale.
Le bombardement est réalisé grâce à un radar Rubin-1k situé sous le ventre de l'avion, au niveau du poste de pilotage, et mis en œuvre par le bombardier. Plus généralement qu'une FAB-9000, la soute est approvisionnée par un assortiment de bombes plus légères, typiquement seize FAB-250 ou douze FAB-500, respectivement de 250  et   500 kilogrammes. À la fin des années 1960, de nombreux bombardiers virent leur soute modifiée pour accroître le nombre de bombes, permettant d'emporter vingt-quatre FAB-250 ou seize FAB-500.

## Premiers dérivés, Tu-16A et Tu-16T
Les premiers Tu-16 produits possédaient seulement l'équipement leur permettant de n'utiliser que des bombes classiques. Pour utiliser des armes nucléaires, un certain nombre de modifications s'imposèrent. On dut tout d'abord équiper la soute d'un système de chauffage pour préserver les systèmes électroniques fragiles des premières bombes nucléaires lors des vols en altitude. Un autre problème causé par l'usage de ces armes était le flash résultant de leur explosion. Pour en atténuer les effets, on dut recouvrir le ventre de l'avion d'une peinture spécifique et doter le poste de pilotage de rideaux que l'équipage abaissait peu de temps avant l'explosion. Les exemplaires modifiés de la sorte furent désignés Tu-16A. L'OTAN, ne décelant pas les différences minimes entre les deux modèles, les rangea tous les deux sous la désignation Badger A. Autre variante passée inaperçue des Occidentaux, le Tu-16T conçu spécifiquement pour l'AVMF et dont la soute était prévue pour embarquer soit dix torpilles soit douze mines. Le concept de l'avion-torpilleur était déjà obsolète à cette époque et, dès 1962, la plupart furent reconvertis en chasseurs de sous-marins sous la désignation de Tu-16PL. Ils étaient alors équipés d'une quarantaine de bouées sonar et de l'équipement de réception associé et de charges de profondeur pour attaquer les cibles repérées. Par la suite, ils furent même équipés à nouveau de torpilles, mais autoguidées celles-ci et à vocation anti-sousmarine.

## Le ravitaillement en vol, les Tu-16Z et Tu-16N
En tant que bombardier stratégique, bien que solide et fiable, le Tu-16 manquait d'un rayon d'action suffisant. Dès 1953, on décida de remédier à ce problème en développant une capacité de ravitaillement en vol, sur certains avions. Le procédé choisi fut une méthode d'aile à aile, le ravitailleur possédant un tuyau souple situé dans le saumon d'aile droit, le ravitaillé ayant le système récepteur dans son saumon d'aile gauche. Le ravitailleur possédait en outre un petit projecteur dans son carénage de train d'atterrissage droit, pour permettre les opérations de nuit. La première conversion Tu-16Z fut testée en 1955 et adoptée en 1958. Au total 114 Tu-16Z furent convertis, dont 59 Tu-16ZA, à partir de Tu-16A. Le système se montrera peu évident en opération, demandant beaucoup d'habileté de la part des pilotes, et il semble que de nombreux accidents aient eu lieu, dont certains désastreux. En 1963, on modifia certains Tu-16Z par l'adjonction d'un système plus classique hose-drogue logé dans la soute à armement et permettant de ravitailler les Tupolev Tu-22 Blinder, donnant par la suite naissance au Tu-16N. Certains virent leur équipement d'aile supprimé devenant ainsi des Tu-16NN. Un seul Tu-16D fut créé par conversion en le dotant du système receveur hose-drogue. Cependant, la mise en service de missiles intercontinentaux et du Tupolev Tu-95 avait rendu le ravitaillement en vol des Tu-16 peu prioritaire.

## Le Tu-16 comme plateforme lance-missile

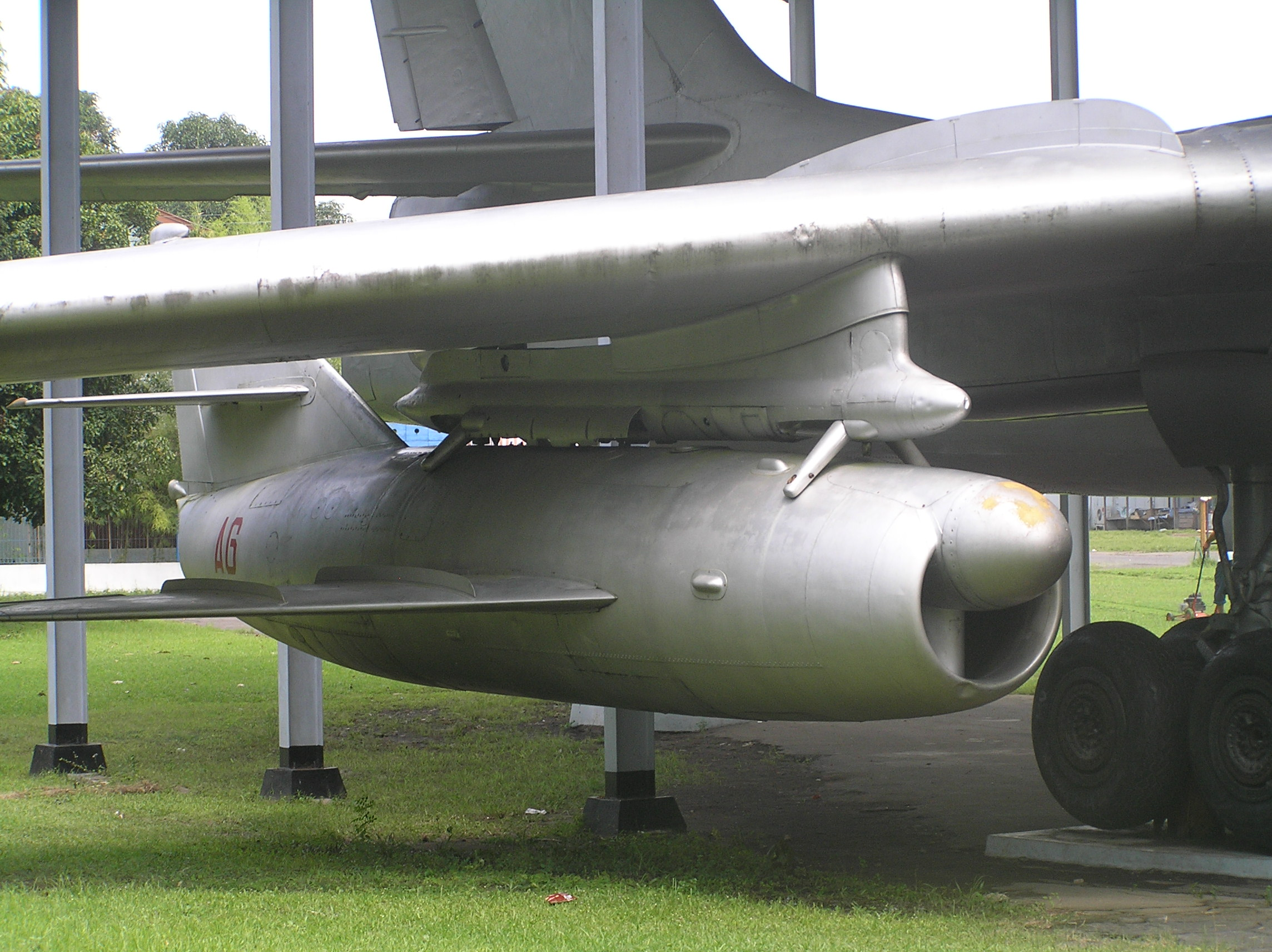
Un missile KS-1 Komet accroché sous l'aile d'un ancien Tupolev Tu-16KS (Badger-B) de l'armée de l'air indonésienne, exposé dans le musée de cette dernière à Yogyakarta.

Outre son rôle de bombardier conventionnel avec des armes à chute libre, le Tu-16 servit aussi rapidement à embarquer les premières armes guidées soviétiques. Quelques Tu-16 furent tout d'abord modifiés pour utiliser les bombes planantes radio-guidées UB-2F Tchaika de 2 240 kg (une sous chaque aile) et UB-5 Kondor de 5 100 kilogrammes (1 sous le fuselage). Ces armes, s'appuyant sur un guidage visuel de l'opérateur aidé par un dispositif pyrotechnique à l'arrière de la bombe, présentaient l'inconviénient d'obliger l'avion à garder une trajectoire stable et donc vulnérable après le largage. Apparut rapidement aussi, le Tu-16KS, capable d'embarquer le tout nouveau missile anti-navire conçu par l'équipe de Mikhaïl Gourevitch, le KS-1 Kometa, connu en occident sous la désignation de AS-1 Kennel. Le Tu-16KS, répertorié comme Badger B par l'OTAN, entra en service au sein de l'aviation navale soviétique, l'AVMF, en 1955. Pour repérer la cible et guider le missile, on utilisait le radar de bombardement Argon dont la portée était suffisante pour celle du KS-1, soit 80 kilomètres. L'antenne de guidage de missile était montée en arrière de la soute à bombes et l'opérateur l'utilisait pour donner des instructions au missile jusqu'à la mi-course, où l'autodirecteur radar du missile prenait alors le relais. Ce mode opératoire était encore extrêmement dangereux pour l'avion qui devait larguer son arme à une distance de 80 kilomètres et la suivre à sa vitesse subsonique sur la moitié de la course. Face à un groupe aéronaval occidental, objectif pour lequel le système avait été conçu, l'opération était extrêmement risquée. Même lorsqu'à la fin des années 1950, la portée du Kometa fut accrue à 150 kilomètres, il était clair pour les Soviétiques qu'ils avaient besoin d'armes plus performantes.

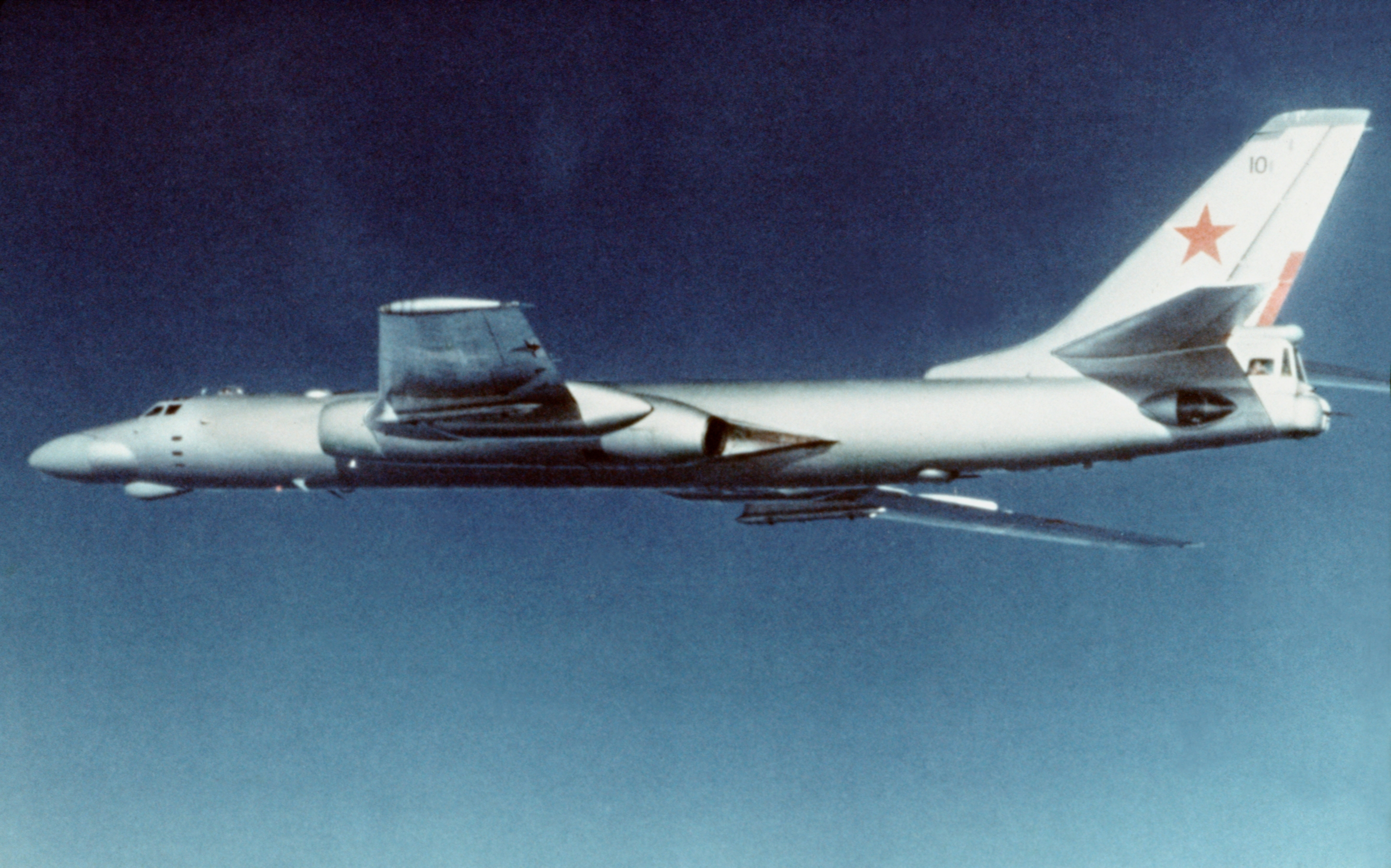
Un Tu-16K-10-26.

Un premier progrès fut la mise en service du missile KSR-2, une version améliorée du Kometa, propulsé par un moteur-fusée et capable d'une portée de 170 kilomètres et d'une vitesse légèrement supersonique. Les Tu-16KS furent alors modifiés pour emporter la nouvelle arme, embarquant un radar plus performant le Rubin-1k (code OTAN "Short Horn") et un autopilote amélioré, donnant naissance au Tu-16KSR-2 ou Tu-16K-16. 205 avions vont être convertis, à partir de 1962. Ceux modifiés à partir de Tu-16KS prendront la désignation du Tu-16KSR-2, tandis que ceux issus de bombardiers conventionnels deviendront des Tu-16KSR-2A. Au cours des années 1970, ils seront pour beaucoup modernisés recevant les équipements de guerre électronique SPS-5 et SPS-100, ce dernier remplaçant la tourelle de queue. Le développement d'une version anti-radar du KSR-2, le KS-11, donnera naissance à une autre variante pouvant l'utiliser, le Tu-16KSR-2-11, où le canon fixe avant est remplacé par le système d'acquisition d'objectif Ritsa. Finalement apparut un missile encore plus évolué, le KSR-5 (Code OTAN AS-6 Kingfish), capable de voler à trois fois la vitesse du son et doté d'un système de guidage plus perfectionné. Les Tu-16 furent donc à nouveau modifiés pour pouvoir l'employer, ce qui donna naissance aux Tu-16KSR-2-5-11 et Tu-16KSR-2-5, capables respectivement de tirer ou non le KSR-11 grâce à un système Ritsa, mais tous équipés pour lancer ou bien des KSR-2 ou des KSR-15. Dans la pratique, le radar Rubin-1k, insuffisant pour la portée du KSR-15, sera remplacé sur de nombreux avions par le Rubin-1m amélioré. 
Parallèlement, le développement d'un autre missile avait donné naissance à une autre variante du Tu-16, le Tu-16K-10, armé du missile K-10S, connu en occident comme le "AS-2 Kipper". Il nécessita de profondes modifications sur l'avion, en particulier l'adjonction d'un septième membre d'équipage, l'opérateur-missile qui prenait place dans un compartiment pressurisé à la place de la soute à bombes. Autre modification, encore plus visible, le montage du radar YeN (Code OTAN "Puff Ball") dans un radôme, remplaçant le nez vitré de l'avion. Celui sous le poste de pilotage contenant originellement le radar de bombardement sur les autres versions est conservé, mais embarque le système de guidage du missile. Du fait de l'importance des modifications, les Tu-16K-10, ne seront donc pas créés par modification de bombardiers, mais seront des constructions neuves. 216 seront construits et l'OTAN, leur attribuera la désignation de "Badger C". D'autres modèles de missiles K-10S seront conçus et employés. On trouve ainsi : le K-10SN volant à basse altitude, les K-10SD et K-10SND à portée accrue et le K-10SP doté de brouilleurs qui doit aider les autres missiles de la salve à pénétrer les défenses adverses. Par la suite, au milieu des années 1960, les Tu-16K-10 seront modifiés pour emporter à côté de leur unique K-10S, deux autres missiles de type KSR-2 ou KSR-5 sur les pylônes d'aile. Cette modernisation sera désignée Tu-16K-10-26 par les Soviétiques et "Badger C mod" par l'OTAN. 85 seront réalisées. Au cours des années 1970, certains seront encore modifiés pour utiliser les missiles antiradar K-11 et K-5P en embarquant l'avionique améliorée Taifun, donnant naissance à des Tu-16K-10-26P. Une autre conversion plus étrange, de la même époque, est le Tu-16K-10-26B doté de douze points d'emport de bombes externes et d'un viseur optique OPB-1RU. Les intentions des autorités soviétiques sur cette modification restèrent assez floues.

## Les Tu-16 de reconnaissance et deguerre électronique

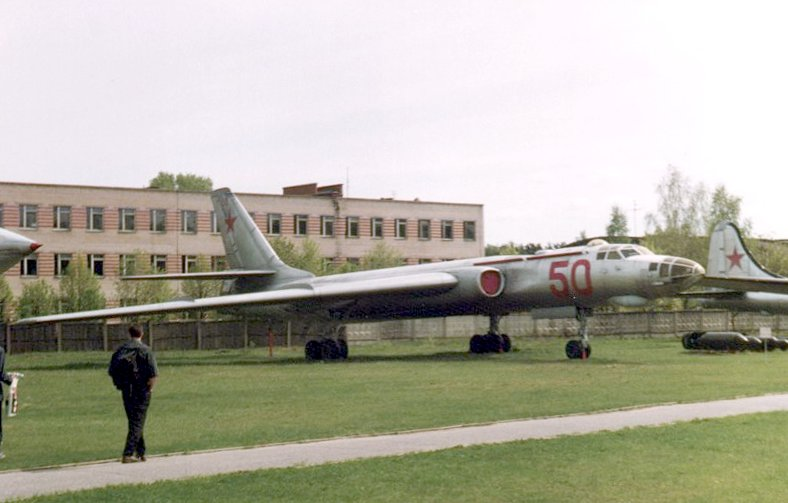
Vue avant de l'avion, où l'on voit apparaître le radôme du radar Rubin-1k, en avant de la roulette de nez, et l'astrodôme du navigateur.

L'avion vieillissant et son rôle comme vecteur d'armes offensives devenant de plus en plus difficile, le Tu-16 avec sa cellule robuste allait cependant administrer la preuve de sa polyvalence, en donnant naissance à de nombreux dérivés pour remplir des missions de reconnaissance photographique et électronique, ce qui prolongea sa carrière opérationnelle. Dès 1957 est mise en production une variante spécialisée, le Tu-16R, dont 75 exemplaires seront construits. Ils embarquent à la fois des caméras, des ensembles de senseurs SRS-1 et SRS-3 destinés à écouter le trafic radio et radar de l'adversaire, servi par un septième membre d'équipage dans l'ancienne soute à armement et un radar RPB-4 puis RPB-6. Ils emportent aussi, pour leur protection, une suite de contre-mesures électroniques SPS-1 comprenant à la fois des brouilleurs et éjecteurs de leurres. Le remplacement des SRS-1 et SRS-3 par un unique SRS-4 donnera naissance au Tu-16RM. En 1967, un avion sera converti en avion de reconnaissance radiologique Tu-16RR par le montage de dosimètres associés à des filtres récupérateurs de poussière. Il sera suivi par huit autres conversions en 1970. Au cours des années 1960, douze autres seront convertis en chasseurs océaniques Tu-16RM2 chargés de trouver les cibles pour les Tu-16 porteurs de missiles. Le poste de l'opérateur de guerre électronique est supprimé et remplacé par un réservoir supplémentaire. Le canon fixe avant disparaît aussi et l'avion est doté d'un radar Rubin-1K et d'un système SRS-4, tous deux utilisés par le bombardier.
Pour accompagner les Tu-16K-10 dotés de missiles K-10S, le radar Rubin-1K se révèle vite insuffisant et une nouvelle version de chasseur de cible Tu-16RM1 est réalisée en convertissant des Tu-16K-10 pour la reconnaissance. Pour ce faire, un opérateur est installé dans la soute à bombes, les supports missiles sont démontés et on équipe l'avion de système SPS-4 et SPS-1M, ainsi que du radar de reconnaissance YeN-R d'une portée de 480 kilomètres. 24 avions seront ainsi convertis et l'OTAN leur assignera la désignation de "Badger D". Une autre variante, peu connue, est le Tu-16RC dont le rôle était d'effectuer le guidage à mi-course des missiles lancés par navires et sous-marins. Il semble néanmoins avoir été dérivé du Tu-16RM1.
Très rapidement, le Tu-16 fut utilisé pour la lutte contre les radars adverses. 42 Tu-16SPS furent produits entre 1955 et 1957. Ils embarquaient eux aussi un opérateur de système électronique dans l'ancienne soute à bombes qui utilisait un système SPS-1 pour repérer et étudier les radars adverses, puis tentait de les brouiller avec le système de brouilleurs SRS-1. Ils furent suivis par une série de 107 avions du même type équipés de SRS-2, plus puissant. L'OTAN attribua à ces avions le nom de "Badger K". Tous les avions furent dotés par la suite de trois éjecteurs de paillettes ASO-16, et en 1962, 90 d'entre eux furent rééquipés avec le système de brouillage Buket couvrant tout le spectre et automatisé, devenant ainsi des Tu-16P Buket ("Badger J" pour l'OTAN). Ils reçurent par la suite un brouilleur directionnel Fikus ("Badger L" pour l'OTAN). Autre variante de guerre électronique précoce, le Tu-16 Yolka plutôt orienté vers l'usage de chaffs avec sept éjecteurs ASO-16 dans la soute et un brouilleur SPS-4. L'AVMF en reçut 71 à la fin des années 1950, à la fois des nouveaux avions ou des conversions de Tu-16T.

## Production en Chine
La république populaire de Chine signa un accord de production sous licence de l'avion, à la fin des années 1950. Le premier avion assemblé localement à Xi'an vola en 1959. Il portait la désignation de Xian H-6 dans l'armée populaire de libération. Après la rupture des relations entre les deux pays, la production reprit en 1970 sur une version modifiée Xian H-6A qui pouvait être assemblée sans l'aide de l'URSS.

## Carrière opérationnelle

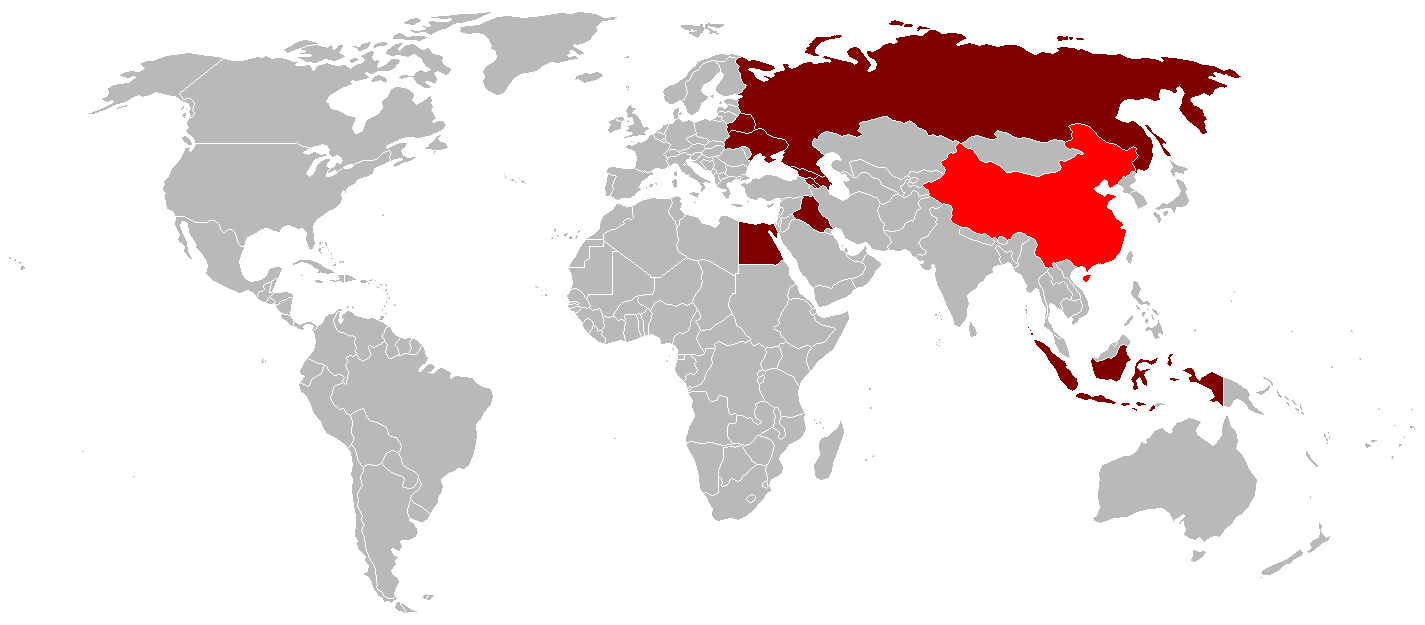
Pays utilisateurs du Tu-16 :
En rouge foncé, les anciens utilisateurs ;
En rouge clair, la Chine, dernier pays utilisateur.

À sa mise en service, dans les VVS en 1954, le Tu-16 est versé dans deux services de celles-ci: l'aviation à long rayon d'action ou (DA) et la force aéronavale ou (AVMF). Au sein de la première, il forme pendant la deuxième moitié des années 1950 et une bonne partie des années 1960 la base de la dissuasion nucléaire soviétique, remplaçant son prédécesseur le Tupolev Tu-4. Son manque de rayon d'action l'aurait limité à l'attaque des objectifs situés en Europe de l'Ouest, les missions intercontinentales, contre les États-Unis, étant plutôt à effectuer par les Tupolev Tu-20. L'apparition des missiles balistiques intercontinentaux, et généralement de missiles plus fiables et puissants, finit par le rendre obsolète dans ce rôle. Il était en outre moins adapté aux missions de pénétration à basse altitude que ses successeurs, les Tupolev Tu-22 et Tupolev Tu-22M, si bien qu'il fut écarté de ce rôle vers le début des années 1970. Les cellules encore capables de nombreuses heures de vol sont alors pour la plupart reconverties en plateforme de missiles pour mener des missions de frappe de précision. Cependant, en 1991, à la suite de l'écroulement de l'URSS, les Tupolev Tu-22M étant cloués au sol par des problèmes de maintenance, les vénérables Tu-16 reprirent quelque temps leur ancienne mission de frappe stratégique. L'embellie sera néanmoins de courte durée, et par la suite, le nombre de Tu-16 diminuera rapidement.

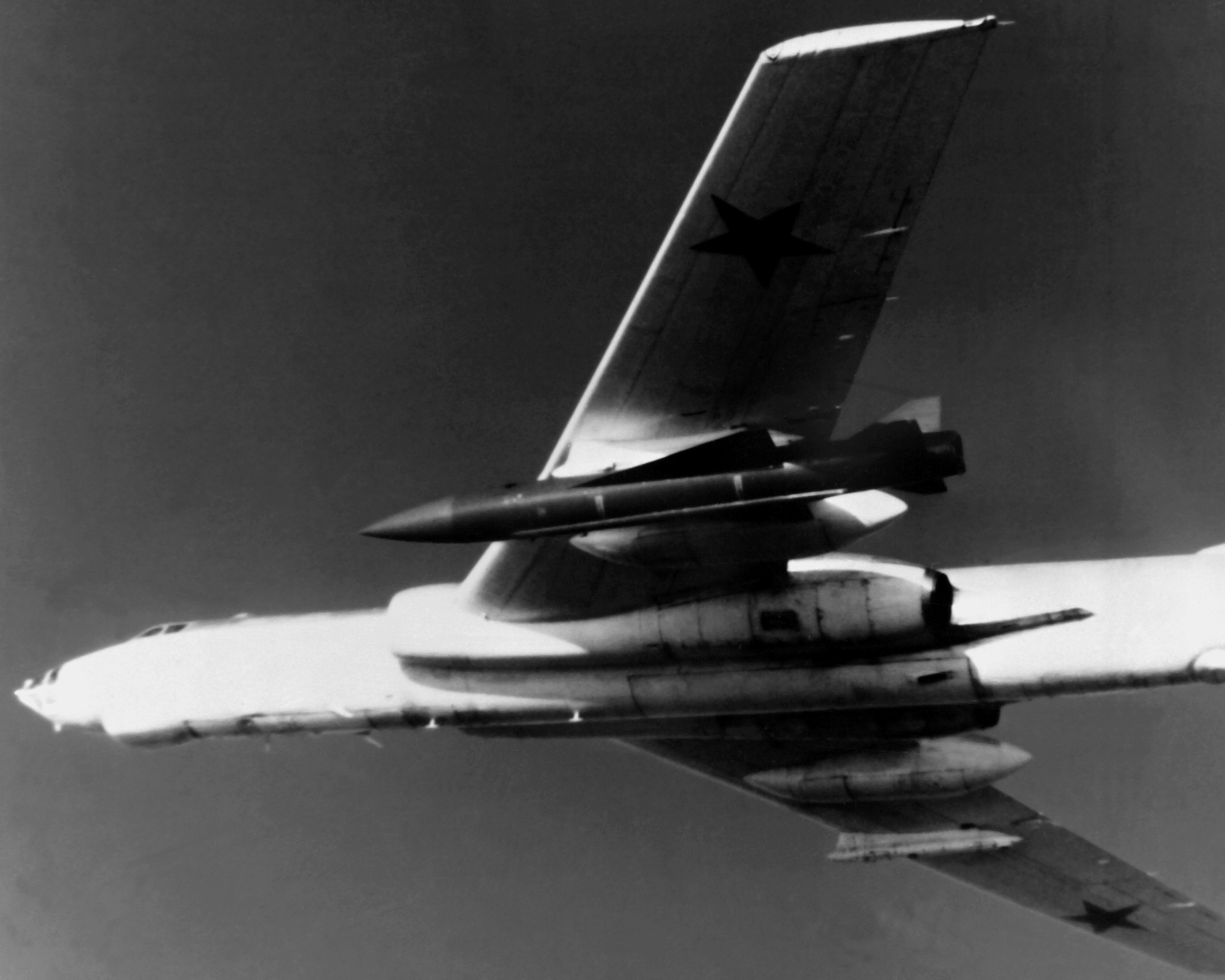
Un Tu-16 équipé de missiles KSR-5.

Au sein de l'AVMF, ce sont tout d'abord les Tu-16T qui sont employés, mais le concept d'avion-torpilleur est déjà clairement dépassé et dangereux. Et dès 1962, les Tu-16T seront reconvertis pour d'autres rôles, en particulier la chasse aux sous-marins, comme Tu-16PL. Une version plus efficace est déployée en 1955, le Tu-16KS. Et même si le missile Kometa est encore primitif, ces avions vont permettre de définir un nouveau type de mission, l'attaque de grandes unités navales par missile qui va devenir une des réponses soviétiques à l'existence des grands porte-avions américains. L'apparition du missile KSR-2, puis celle du K-10S, enfin celle du KSR-5, vont permettre de rendre ce type d'attaque beaucoup efficace, les avions pouvant attaquer de plus loin en restant relativement hors d'atteinte. Les missiles de plus en plus rapides sont plus capables de traverser les fortes défenses anti-aériennes protégeant le porte-avions. Il devient alors peu envisageable pour l'US Navy de faire opérer ceux-ci à proximité des côtes soviétiques. Pour cette mission, plusieurs types de Tu-16 opèrent conjointement et en nombre. Certains sont des chasseurs qui patrouillent l'océan en recherchant à l'aide de leur radar la présence d'un groupe aéronaval de l'OTAN. Si un objectif est repéré, une forte formation d'avions-lanceurs est lancée à sa rencontre. Le groupe de Tu-16 lance alors une salve de missiles de divers types pour noyer la défense sous le nombre. Lors de ce type d'attaque, en fonction de la situation, peuvent être employées des charges militaires conventionnelles, mais aussi nucléaires. Bien que l'accent soit mis sur le nombre pour saturer les défenses, tout raffinement n'est pas absent. On peut noter, par exemple, le développement conjoint de missiles brouilleurs et anti-radars, de missiles volant à basse altitude et d'autres avec des trajectoires balistiques. Tout est pensé pour compliquer la tâche des défenseurs. L'avion lanceur n'est pas forcément l'avion qui guide l'arme et on peut combiner à l'attaque aérienne un tir de missile à longue portée par des sous-marins et de grosses unités de surface dont les armes sont par la suite guidées en relais par des avions plus proches des cibles. Le groupe escortant le ou les porte-avions se retrouve ainsi attaqué par de nombreux missiles aux trajectoires et caractéristiques fort différentes et risque d'en laisser passer plusieurs, ce qui dans l'éventualité de l'emploi de têtes nucléaires se révèle fatal. C'est le problème posé par ce genre d'attaque qui amènera les bases du programme donnant naissance au futur Grumman F-14 Tomcat.

## Variantes

### Production soviétique

#### Constructions neuves

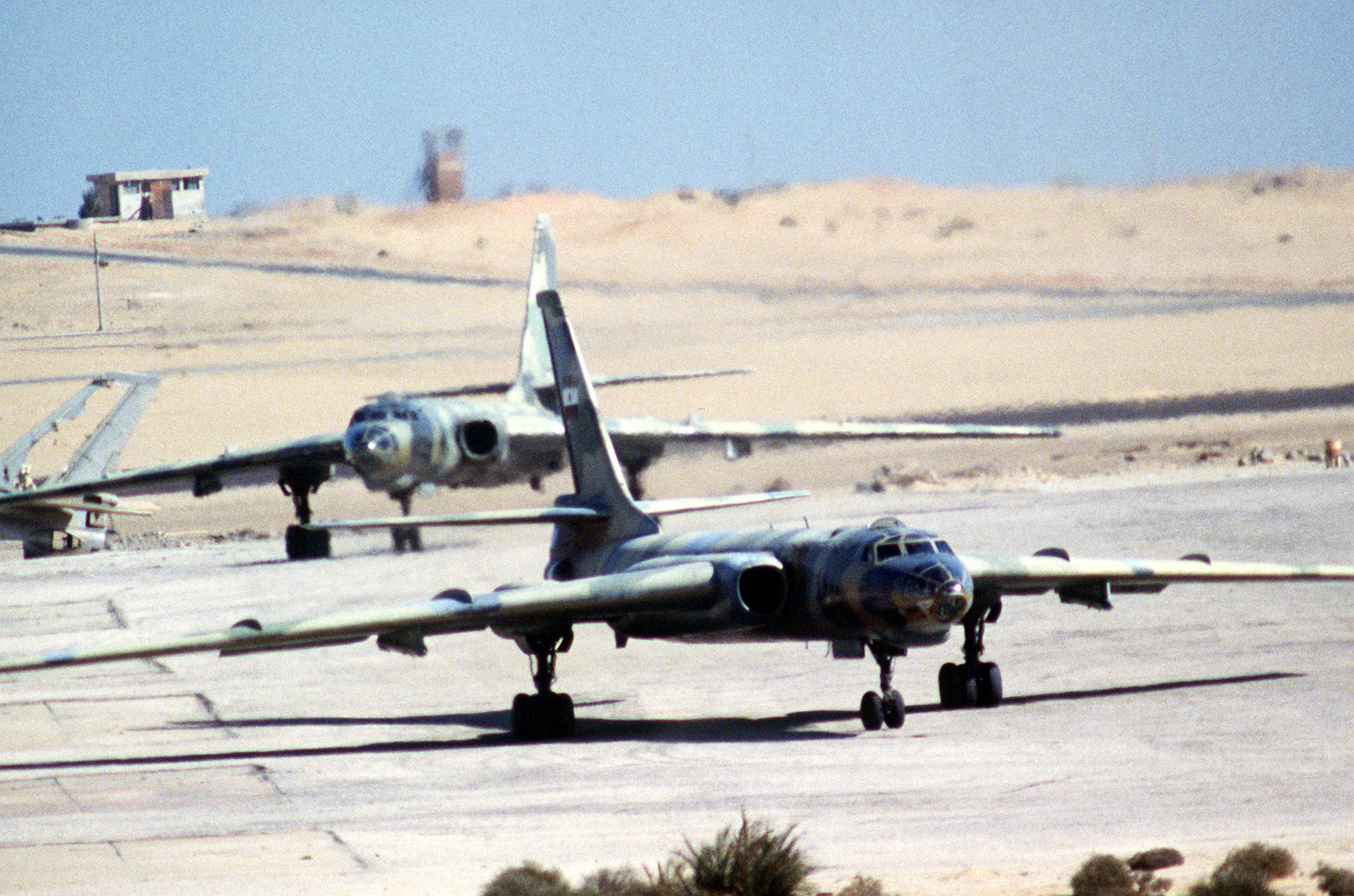
Deux Tupolev Tu-16 égyptiens, en 1990.

- Tu-16 - version initiale de bombardement, 294 construits.
- Tu-16A - version modifiée pour l'emport d'armes nucléaires, soute à bombes chauffée, dessous de l'avion recouvert d'un revêtement réfléchissant, rideaux pour protéger les pilotes de l'éblouissement. 453 construits.
- Tu-16T - bombardier-torpilleur, capable d'emporter dix torpilles ou douze mines, 76 produits.
- Tu-16KS peut emporter deux missiles KS-1 Kometa, 107 construits entre 1954 et 1958.
- Tu-16K-10 - autre version anti-navire, armée d'un seul K-10 (AS-2 Kipper), se caractérise par la présence d'un radar dans le nez. 216 produits entre 1958 et 1963.
- Tu-16R - version de reconnaissance, 75 produits.
- Tu-16 SPS - version initiale de guerre électronique, 42 produits avec un système SPS-1 et 102 avec le SPS-2.
- Tu-16 Yolka - version de brouillage par paillettes, 71 produits ou convertis à partir de Tu-16T.

#### Versions obtenues par modification d'avions existants
- Tu-16Z - Tu-16 équipé pour le ravitaillement en vol d'aile à aile, 55 réalisés.
- Tu-16ZA - Tu-16A équipé pour le ravitaillement en vol d'aile à aile, 59 réalisés.
- Tu-16N - ravitailleur pour les Tu-22, Tu-16Z ou ZA, système "Probe and Drogue" dans la soute à bombes.
- Tu-16NN - Tu-16N avec système de ravitaillement d'aile à aile supprimé, 20 réalisés.
- Tu-16D - montage d'un récepteur pour le système "Probe and Drogue", 1 réalisé.
- Tu-16M - conversion en cible téléguidée.
- Tu-16LL - laboratoire volant pour le test de moteur.
- Tu-16G ou Tu 104G - version démilitarisée du Tu-16 servant à l'entraînement des équipages d'Aeroflot.
- Tu-16PL - reconversion des Tu-16T en chasseurs de sous-marins.
- Tu-16S - version de recherche et sauvetage, capable de larguer des canots de survie, 14 convertis à partir de Tu-16T.
- Tu-16RM - modernisation du Tu-16R.
- Tu-16RM-2 - conversion du Tu-16R en chasseur de cibles océaniques.
- Tu-16RR - conversion du Tu-16R en avion de reconnaissance radiologique, par l'installation de dosimètres, 9 réalisés.
- Tu-16RM-1 - conversion du Tu-16K-10 en chasseur de cibles océaniques, 23 réalisés.
- Tu-16RC - conversion du Tu-16K-10 en chasseur de cibles océaniques, pour guider les missiles des unités de surface et sous-marines.
- Tu-16P Bulket - Tu-16SPS rééquipés avec le brouilleur Bulket, 90 réalisés.
- Tu-16E - avion de reconnaissance multirôle.
- Tu-16KSR-2 et Tu-16KSR-2A - reconversion des Tu-16KS et de Tu-16A pour tirer le missile KSR2 (AS-5 Kelt), 205 réalisés à partir de 1962.
- Tu-16KSR-2-11 - ajout de la possibilité de tirer le KSR-11 antiradar, au moins 341 réalisés.
- Tu-16KSR-2-5-11 ou Tu-16K-26- ajout de la possibilité de tirer le KSR-15 (AS-6 Kingfish), 250 réalisés.
- Tu-16K-10-26 - amélioration Tu-16K-10, par la possibilité d'emporter en plus deux missiles du complexe K-26, soit KSR-2 ou KSR-5, certains ont été reconvertis pour la guerre électronique.
- Tu-16K-10-26P - Tu-16K-10-26 avec la possibilité de tirer KSR-11 antiradar.
- Tu-16K-10-26B - reconversion du Tu-16K-10-26 en bombardier classique par le montage de douze points d'emport sous les ailes.

#### Correspondance des codes OTAN
- Badger A attribué au Tu-16, Tu-16A, Tu-16T
- Badger B attribué au Tu-16KS
- Badger C attribué au Tu-16K-10
- Badger C Mod attribué au Tu-16K-10-26
- Badger D attribué au Tu-16RM-1
- Badger E attribué au Tu-16R
- Badger F attribué au Tu-16R après sa première modernisation.
- Badger G attribué au Tu-16KSR-2 et Tu-16KSR2-11.
- Badger G Mod attribué au Tu-16KSR-2-5 et Tu-16KSR2-5-11.
- Badger H attribué au Tu-16 Yolka.
- Badger J attribué au Tu-16P Bucklet et au Tu-16E.
- Badger K attribué au Tu-16RM et au Tu-16SPS.
- Badger L attribué au Tu-16RM-2.

### Production chinoise
- Xian H-6 - version construite sous licence, avec les pièces fournies par les Soviétiques, à l'usine d'Harbin en république populaire de Chine, en 1959.
- Xian H-6A - version construite sans l'aide soviétique, par ingénierie inverse, entre en service en 1970.
- Xian H-6C - amélioration du A, avec de meilleures contre-mesures électroniques.
- Xian H-6D - bombardier anti-navire, armé de deux missiles YJ-6 (C-601/CAS-1 Kraken). Une version améliorée dotée de quatre missiles YJ-8 (C-801) est à l'étude.
- Xian H-6E - bombardier stratégique, entre en service en 1980.
- Xian H-6F - modernisation des A et C, au cours des années 1990, système intégré de navigation, GPS et radar doppler.
- Xian H-6H - bombardier armé de deux missiles KD-63, développé à la fin des années 1990, serait entré en service en 2004 ou 2005.
- Xian H-6U - ravitailleur de la force aérienne, en vol avec deux nacelles sous les ailes.
- Xian H-6DU - ravitailleur de la force aérienne navale, reconvertis à partir de Xian H-6D.
- Xian H-6M - bombardier équipé de quatre missiles YJ-8x, soute interne supprimée (ce qui aurait économisé environ quatre cents kilogrammes) et probablement un radar de suivi de terrain.

### Développement lié
- Xian H-6
- Tupolev Tu-104
- Tupolev Tu-124

### Aéronefs comparables
- B-47 Stratojet
- Vickers Valiant
- Handley Page Victor
- Avro Vulcan